# Bicyclus campus
Bicyclus campus je leptir iz porodice šarenaca. Pronađen je u Gvineji, Obali Bjelokosti, Gani, Togu, Beninu, Nigeriji, sjevernom Kamerunu, sjevernoj Angoli, DR Kongu, Južnom Sudanu, Ugandi, zapadnoj Keniji i istočnoj Tanzaniji. Stanište su mu brdoviti tereni s mozaikom šuma/savana.

## Vanjske poveznice
|  | Zajednički poslužitelj ima još gradiva o temi Bicyclus campus |